# Томас Шеннон
Томас Альфред Шеннон-молодший (1958) — американський дипломат, який в даний час виконує обов'язки Державного секретаря США до затвердження кандидатури президента США Дональда Трампа. Він також служив заступником держсекретаря з політичних питань у Державному департаменті, починаючи з 12 лютого 2016 року.
Шеннон працював на дипломатичній службі Сполучених Штатів з 1984 року і служив у посольствах по всьому світу. З 2005 по 2009 рік він був помічником держсекретаря США у справах Західної півкулі, а з 2010 по 2013 рік він був послом США в Бразилії. З 2013 по 2016 роки він служив радником у Державному департаменті США, а також діючим заступником держсекретаря США з політичних питань у період з 2011 року.

## Життєпис
Шеннон закінчив коледж з відзнакою в 1980 році. Закінчив Оксфордський університет (1982), де отримав докторський ступінь (1983).
Згодом вступив на дипломатичну службу США як співробітник дипломатичної служби. Він був співробітником консульської служби в Посольстві США в Гватемалі, з 1984 по 1986 рік; Співробітником у таких країнах: Камерун, Габон, Сан-Томе і Принсіпі з 1987 по 1989 рік; і спеціальним помічником Посла в посольстві США в Бразиліа, з 1989 по 1992 рр.
Він служив як аташе Генерального консульства США в Йоганнесбурзі, Південна Африка, в період з 1992 по 1996 рік; радника з політичних питань посольства США в Каракасі, Венесуела, з 1996 по 1999 рік; і як директор з Міжамериканських справ у Раді національної безпеки (РНБ) з 1999 по 2000 рік.
Шеннон був призначений заступником постійного представника США при Організації американських держав (ОАД) з 2000 по 2001 рік. З 2001 по 2002 рр. — Шеннон був директором справ ОАД в Бюро у справах Західної півкулі, Державного департаменту. Він служив заступником помічника секретаря у справах Західної півкулі з 2002 по 2003 рік.
Шеннон потім служив спеціальним помічником директора у справах Західної півкулі з 2003 по 2005 рік. У жовтні 2005 року він став помічником держсекретаря США у справах Західної півкулі і служив на цій посаді до листопада 2009 року, коли його змінив Артуро Валенсуела. Він був призначений послом США в Бразилії в лютому 2010 року і служив там до вересня 2013 року. За період з липня 2011 року по вересень 2011 року він одночасно виконував обов'язки заступника держсекретаря США з політичних питань у Державному департаменті. У 2012 році Сенат надав Шеннону ранг кар'єрного посла в дипломатичній службі США.
У грудні 2013 року, Шеннон був призначений радником державного департаменту Сполучених Штатів. Він залишався на цій посаді до 12 лютого 2016 року, коли був призначений заступником держсекретаря з політичних питань в останній рік президентства Барака Обами. Шеннон став виконуючим обов'язки Державного секретаря США 20 січня 2017 року, після інавгурації 45-го президента Сполучених Штатів, Дональд Трампа. Він залишиться в цій ролі до затвердження сенатським комітетом з міжнародних відносин кандидатури Дональда Трампа, на цю посаду.